# Charles W. Cathcart
Charles W. Cathcart (Funchal, 1809. július 24. – La Porte, 1888. augusztus 22.) az Amerikai Egyesült Államok szenátora (Indiana, 1852–1853).